# ジョアン・カルロス・ジ・オリヴェイラ
ジョアン・カルロス・ジ・オリヴェイラ（João Carlos de Oliveira、1954年5月28日 - 1999年5月29日）は、ブラジルの男子陸上競技選手(三段跳)である。サンパウロ州ピンダモニャンガバ (Pindamonhangaba) 出身。1976年と1980年の2回のオリンピックにおいて銅メダルを獲得している。

## 経歴
1973年に三段跳で14m75の記録を出し、ジュニアにおける世界記録を更新。2年後の1975年10月15日、メキシコシティで開催されたパンアメリカン競技大会において、走幅跳で8m19の記録で優勝した他、三段跳で17m89の記録を出し、ソビエト連邦のヴィクトル・サネイエフが保持していた世界記録（17m39）を更新した。この記録は1985年6月6日にアメリカ合衆国インディアナポリスにて開催された全米陸上競技選手権にて、ウィリー・バンクスが17m97の記録を出すまでの10年間破られなかった。またこの記録は、2007年に5月20日にベレンで開催された2007年度パンアメリカン競技大会にてジャデル・グレゴリオ（Jadel Gregório）が17m90の記録を出して更新するまでの32年間、ブラジル国内記録および南米記録としてあり続けた。
モントリオール五輪にブラジル代表として出場し、銅メダルを獲得した。また1979年にプエルトリコで開催されたパンアメリカン競技大会では、三段跳と走幅跳で優勝した。
1981年12月22日、交通事故に遭い、右脚切断という重傷を負い現役を引退した。
回復後、大学に進学して体育学を学んだ。卒業後には政界入りし、1986年にパルティード・ダ・フレンテ・ヒベラル (Partido da Frente Liberal) からサンパウロ州議会議員選挙に出馬して当選、1990年に再選された。
1999年にオリヴェイラは肝硬変および全身感染症により亡くなった。死去時には多額の負債を抱えており、2遺児があった。作曲家のアルディル・ブランクとジョアン・ボスコは、「ジョアン・ド・プーロ（"João do Pulo"）」という曲を作って彼の死を悼んだ。

## 自己ベスト
- 走幅跳 - 8m36 （1979年）
- 三段跳 - 17m89 （1975年）